# シューメーカー・ホルト第1彗星
シューメーカー・ホルト第1彗星（シューメーカー・ホルトだい1すいせい、128P/Shoemaker-Holt 1）とは、木星族彗星に属する短周期彗星の1つである。
1987年10月18日にキャロライン・シューメーカー、ユージン・シューメーカー、ヘンリー E. ホルトによって発見された。名前はシューメーカー夫妻とホルトの名に因む。
シューメーカー・ホルト第1彗星は2つの核があり、それぞれAとBと名づけられ、別々の軌道を巡っている。